# Paige Campbell
Pour les articles homonymes, voir Campbell.
Paige Campbell (née le 27 juin 1996) est une athlète australienne spécialiste des épreuves de steeple.

## Palmarès

### International
| Date | Compétition            | Lieu       | Résultat | Épreuve         | Performance    |
| ---- | ---------------------- | ---------- | -------- | --------------- | -------------- |
| 2019 | Championnats d'Océanie | Townsville | 1re      | 3 000 m steeple | 9 min 46 s 40  |
| 2019 | Championnats d'Océanie | Townsville | 2e       | 5 000 m         | 15 min 46 s 25 |

### National
- Championnats d'Australie d'athlétisme
  - Vainqueur du 3 000 mètres steeple en 2019